# والتر باکلی
والتر باکلی (انگلیسی: Walter Buckley; ۳۰ آوریل ۱۹۰۶ – دسامبر ۱۹۸۵ (aged 79)) ورزشکار فوتبال اهل بریتانیا بود.
از باشگاه‌هایی که در آن بازی کرده‌است می‌توان به باشگاه فوتبال آرسنال، باشگاه فوتبال ای. اف. سی بورنموث، باشگاه فوتبال منزفیلد تاون، باشگاه فوتبال لینکولن سیتی، باشگاه فوتبال برافورد پارک آونیو، و باشگاه فوتبال روچدیل اشاره کرد. وی در پست هافبک در ترکیب تیم بازی می‌کند